# 자크 도리오

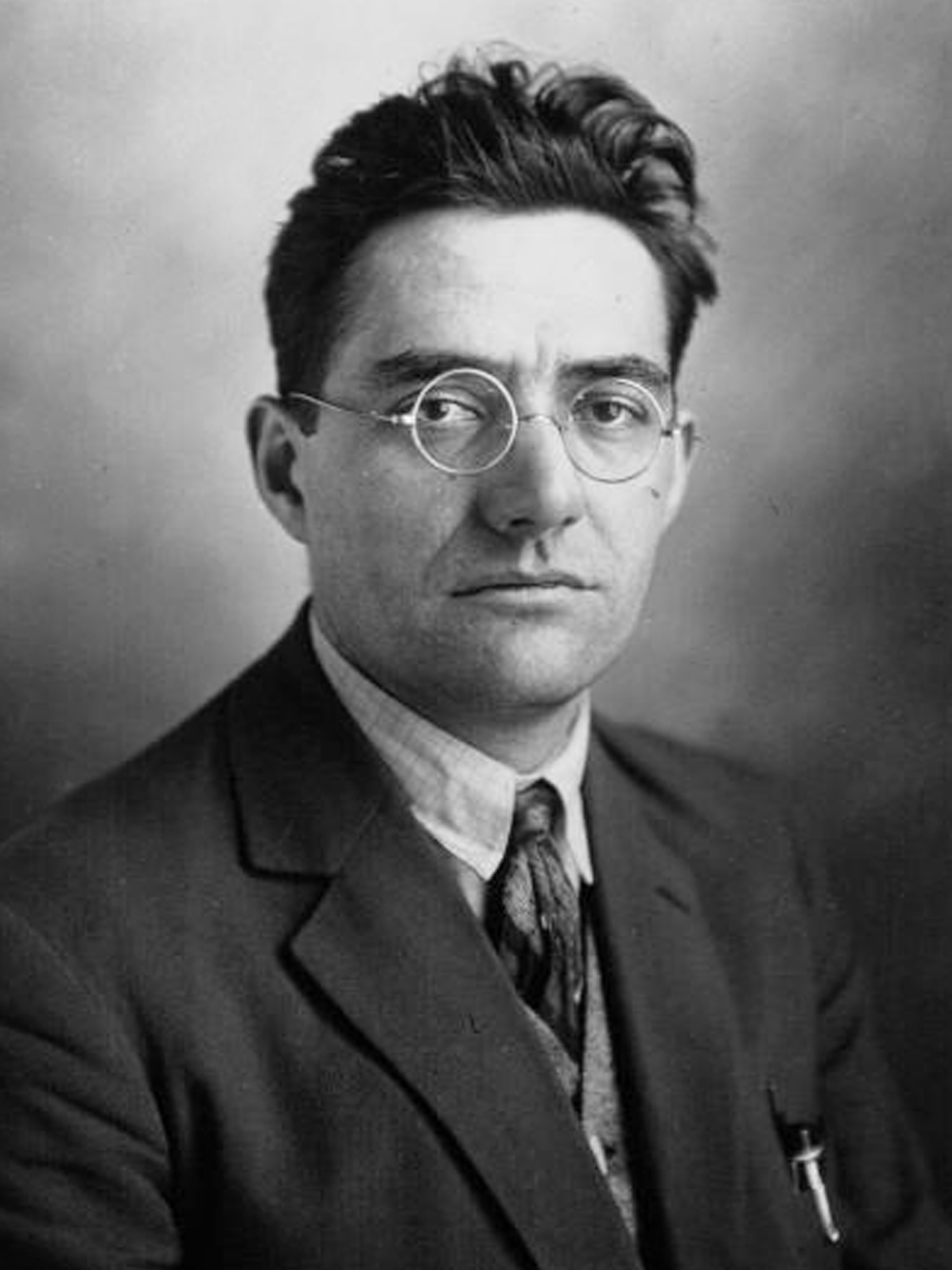

자크 도리오(프랑스어: Jacques Doriot, 1888년 ~ 1945년)는 프랑스의 정치가이다. 초기에는 공산당의 일원으로 정치국원, 코민테른의 집행 위원까지 되었으나 이후 우익으로 전향, 1936년 프랑스 대중당을 조직하고 반소 반공의 선두에 올랐다. 프랑스 항복 후에는 점령 지역에서 나치 독일과 적극적으로 협력하는 운동을 일으켰고, 뒤에 독일에서 〈프랑스 해방 의용군〉을 조직했으나 비행기 폭격으로 사망한 것으로 추정된다.